# Guadassuar (kommunhuvudort)
Guadassuar är en kommunhuvudort i Spanien.   Den ligger i provinsen Província de València och regionen Valencia, i den östra delen av landet, 300 km sydost om huvudstaden Madrid. Guadassuar ligger 34 meter över havet och antalet invånare är 5 568.
Terrängen runt Guadassuar är platt, och sluttar österut. Runt Guadassuar är det tätbefolkat, med 343 invånare per kvadratkilometer. Närmaste större samhälle är Algemesí, 3,7 km öster om Guadassuar. Trakten runt Guadassuar består till största delen av jordbruksmark.